# Sant Miquel del Mas d'en Forn
Sant Miquel del Mas d'en Forn és una capella romànica del municipi de Biosca, a la comarca catalana del Solsonès. És un monument protegit i inventariat dins el Patrimoni Arquitectònic Català

## Situació
Es troba a l'extrem nord de l'antic terme de Lloberola, a tocar del de Pinell, del que el separa la Riera de Sallent. Situada a uns 200 metres al nord-est de la masia de Mas d'en Forn, de la que pren el nom, està envoltada i camuflada enmig d'un bosc del qual amb prou feines despunta la seva espadanya.

## Descripció
Petita ermita feta amb carreus de pedra. Té una sola nau i un absis rodó, orientada, com és normal, d'orient a ponent. Nau coberta per una volta de canó. Té un arc toral i un de preabsidal, tots dos de mig punt. A la façana de ponent (la principal), té una entrada rectangular als laterals i formant arc rebaixat a la part superior, amb la data "1808" a la clau de l'arc. És adovellat. A sobre té una rosassa. Entre l'entrada i la rosassa hi ha un escut heràldic. A la part superior de la façana, campanar d'espadanya d'una sola obertura. Té finestres a l'absis i al mur est. L'interior és arrebossat i pintat de blanc. S'hi arriba per una pista a la dreta del Mas d'en Lluc, després d'uns quilòmetres, hi ha un prat on hi ha el Mas d'en Forn, a l'inici del prat l'edifici ens queda a l'esquerra dins del bosc.

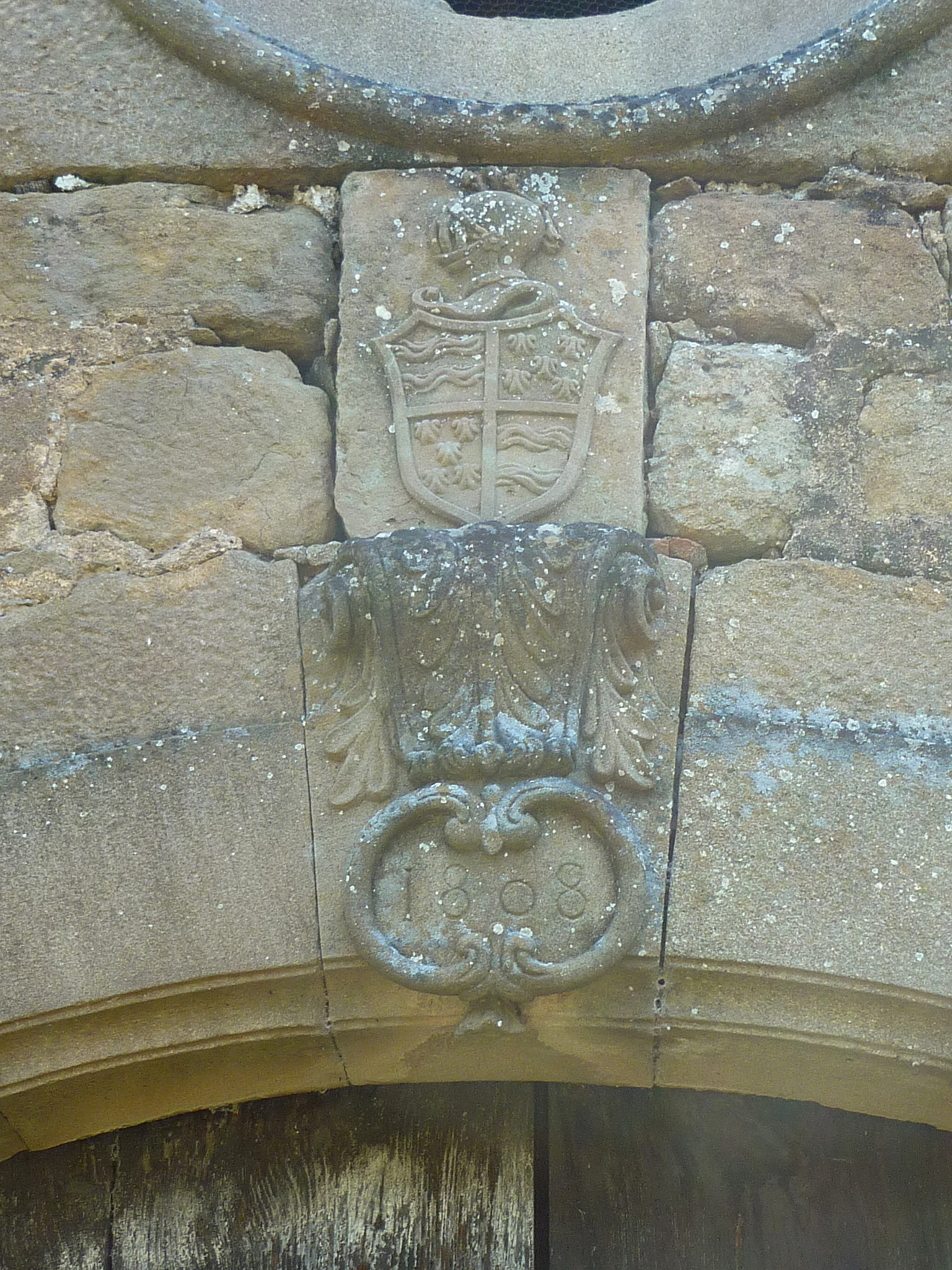
Escut heràldic

## Notícies històriques
L'indret de Mas d'en Forn està documentat des de 1097, any en què Ramon Guifré i la seva dona varen fer donació perpètua a Santa Maria de Solsona del mas d'en Forn. La capella de Sant Miquel fou sufragània de Sant Miquel de Lloberola.

## Per anar-hi
Hi ha dues rutes per anar-hi: la primera surt de Sanaüja a Sallent (asfaltat) i pista amb direcció a Sant Climenç, agafant al cap de 10,1 km. un trencall a la dreta (41° 55′ 30.86″ N, 1° 22′ 20.14″ E / 41.9252389°N,1.3722611°E), que baixa a creuar el torrent i puja per l'obaga fins a destí amb 1,2 km. més.
L'altra opció, potser la millor perquè hi ha més carretera asfaltada és la següent: Des de Lloberola (41° 53′ 18.8″ N, 1° 21′ 46.77″ E / 41.888556°N,1.3629917°E) es pren la carretera asfaltada amb direcció a Sant Climenç. Passarem a prop de la capella de Santa Maria de Lloberola, a tocar de la masia del Venque i al cap de 5,5 km. arribarem a la masia de Lluc. D'aquí (41° 54′ 57.81″ N, 1° 23′ 10.47″ E / 41.9160583°N,1.3862417°E), passada la corba de la carretera i sota una gran bassa, surt en direcció nord una acceptable pista apta per vehicles de xassís alt que envolta les planes de Lluc. Als 800 metres (41° 55′ 8.39″ N, 1° 22′ 55.94″ E / 41.9189972°N,1.3822056°E) es pren el trencall de la dreta (el de l'esquerra porta a la masia de Rovira), es baixa cap a l'obaga i amb 1,6 km. més s'arriba a l'ermita. La masia és a sobre mateix, dalt d'un turó.

## La masia
Mas d'en Forn és una masia del municipi de Biosca, al Solsonès. Està situada al marge esquerre de la Riera de Sallent, a un centenar de metres per sobre del seu curs. Bastida dalt d'un turó, a la mateixa carena, domina de forma espectacular tota la vall de Sallent fins a Sanaüja.
L'edifici pròpiament de la masia es manté en relatiu bon estat, gràcies al fet que encara conserva la teulada. En ell es distingeixen clarament dos cossos:
1. El que seria la primitiva masia, de planta rectangular i teulada a doble vessant. Orientació predominant nord - sud, façana i portal d'entrada a l'est i carener paral·lel a la façana. Construcció amb carreus de pedra regulars i ben escairats. Magnífic portal d'entrada amb arc de mig punt compost de grans dovelles. Poques obertures a les façanes nord i oest. A l'est i sud algunes finestres ben emmarcades, sobretot a la façana est, sobre el portal. Bastida sobre una codinera, l'accés al portal es feia mitjançant una rampa amb escales.
2. A la part de llevant de la façana, a partir del portal d'entrada, s'hi va afegir una ampliació aprofitant el desnivell del terreny. Els carreus ben treballats ja només es troben a les cantonades de l'edifici i als marcs de les obertures. Els dos cossos queden, emperò, molt ben conjuntats.

Dels edificis annexos només se'n pot destacar el que devia ser la pallissa que encara conserva la seva façana dempeus. Presideix el recinte de l'era, sobreaixecada del terreny per mitjà d'una paret de pedra que l'envolta i des de la qual es té la millor perspectiva de la contrada.